# Disney Sing It
Disney Sing It es un videojuego karaoke y secuela de High School Musical: Sing It! y Sing It: Pop Hits. Sacado a la venta el 28 de octubre de 2008 a través de múltiples plataformas.

## Canciones
Disney Sing It presenta una serie de canciones de artistas afiliados a Disney así como las de espectáculos y películas como la serie High School Musical. Estos son los artistas y canciones:

### Artistas
- Aly and AJ

"Like Whoa"
"Potential Breakup Song"
"Chemicals React"
- Hannah Montana

"Best of Both Worlds"
"Nobody's Perfect"
"Rock Star"
"Life's What You Make It"
- Miley Cyrus

"G.N.O. (Girl's Night Out)"
"See You Again"
"Start All Over"
- Everlife

"Find Yourself in You"
"Real Wild Child"
- Jordan Pruitt

"Jump to the Rhythm"
"Outside Looking In"
- The Cheetah Girls

"The Party's Just Begun"
"One World"
"Dance with Me"
- Billy Ray Cyrus - "Ready, Set, Don't Go"
- Jesse McCartney - "She's No You"
- Corbin Bleu - "Push it to the Limit"
- Vanessa Hudgens - "Say Ok"
- Drew Seeley - "Dance with Me"

### Artistas de Espectáculos y Películas
- High School Musical

"Breaking Free"
"Get'cha Head in the Game"
"Start of Something New"
"Bet On It"
"Fabulous"
"What Time Is It?"
"You Are the Music in Me"
- Camp Rock

"We Rock"
"Start the Party"
"This Is Me"
"Gotta Find You"
"Play My Music"
"Hasta La Vista"
"Here I Am"